# 伯玄社遺跡
伯玄社遺跡（はくげんしゃいせき）は、福岡県春日市伯玄町にある弥生時代を中心とする複合遺跡。須玖遺跡群の1つ。
伯玄社遺跡はその（須玖遺跡群）中央部南寄りの東に延びた一支丘上に位置する。1914年（大正3年）12月の調査で8基の甕棺が確認されており、本調査で弥生時代前期から後期にかけての墳墓を中心とする弥生時代から歴史時代の複合遺跡と確認された。特にここで出土した前期の甕棺は「伯玄式」とされ、甕棺編年の指標となっている。